# SMS spoofing
SMS spoofing – technika wykorzystująca wiadomości SMS do zastąpienia numeru telefonu (ID wysyłającego) tekstem alfanumerycznym. SMS spoofing może być używany do legalnych zastosowań, takich jak: ustawienie nazwy firmy, produktu lub numeru telefonu, ale także do celów bezprawnych, np.: podszywanie się pod inną osobę, firmę lub produkt.